# Papilio ornythion
Papilio ornythion là một loài bướm thuộc họ Papilionidae. Nó được tìm thấy ở México và Guatemala. It is occasionally recorded from central and southern Texas và New Mexico and rarely from southern Arizona và Kansas.
Sải cánh dài 83–115 mm. Con trưởng thành bay từ tháng 4 đến tháng 9. There are probably two generations per year.
Ấu trùng ăn the leaves of Citrus trees. Adults feed on flower nectar.